# II. Richárd normandiai herceg
II. (Jó) Richárd (963. augusztus 23. – 1026. augusztus 28.), Normandia hercege 996-tól haláláig.

## Családja

### Testvérei
II. Richárdnak három öccse és négy húga született:
- Róbert (989 - 1037), Evreux grófja és Rouen érseke
- Mauger, Corbeil grófja
- Emma (985. - 1052. március 6.), előbb II. Ethelred angol király, majd pedig II. Knut dán király felesége
- Matild (? - 1006), II. Odó blois-i gróf felesége
- Hawise (997. - 1034. február 21.), I. Gottfried breton herceg felesége
- Pápia hercegnő
- Vilmos, Efu grófja

### Féltestvérei
I. Richárdnak számos szeretője volt rövid élete során, akik közül néhányan gyermekkel is megajándékozta. Ismert törvénytelen gyermekei:
- Gottfried (960-as évek - 1011.)
- Vilmos (970-es évek - 1057. január 26.), felesége Lascelin de Turqueville volt
- Beatrix (? - 1034.), Montivilliers apácafőnöknője, korábban Ebles of Turenne (? - 1030.) felesége
- Pápia

### Gyermekei
Richárdnak és első feleségének, Juditnak hat közös gyermeke született házasságuk 21 éve alatt:
- Richárd (1002-1027. február 3.) aki 1027-ben rövid ideig Normandia hercege volt. 1027 januárjában feleségül vette a 18 éves Adél francia királyi hercegnőt, II. Róbert leányát, de frigyük rövidnek és gyermektelennek bizonyult.
- Alíz (1003-1038), aki 1016-ban, 13 évesen feleségül ment I. Renaud burgundia-i grófhoz
- Róbert (1005-1035. július 3.), aki bátyja, Richárd halála után, 1027-ben I. Róbert néven Normandia hercege. Sosem nősült meg, de szeretőitől születtek gyermekei, többek között a későbbi I. „Hódító” Vilmos, Normandia hercege és Anglia királya is.
- Vilmos (1007-1025), aki szerzetes lett Fécamp városának kolostorában
- Eleonóra (1011-1071), aki feleségül ment IV. Balduin flamand grófhoz 1031-ben
- Matilda (1013-1033), akiből apáca lett a fécamp-i kolostorban

Második felesége, Pápia két gyermekkel ajándékozta meg Richárdot:
- Mauger (1019- 1055), Rouen érseke
- William (1020- 1087), Arques grófja

## Élete
Richárd 963-ban született Normandiában, I. Richárd normandiai herceg és második felesége, Gunnora elsőszülött fiaként. 996-ban, II. Richárd néven lépett apja örökébe Normandia hercegi trónján, és idővel elnyerte a „Jó” melléknevet is. Uralkodása első öt évében Ralph, Ivry grófja, II. Richárd apai nagybátyja irányította a hercegséget mint Normandia régense.
II. Richárd mélyen vallásos volt, hasonlóan II. Róbert francia királyhoz, aki a herceg megbízható katonai szövetségese lett a Burgundiai Hercegséggel szemben. A két rivális hercegség 996-ban kénytelen volt házassági kötelékek révén kompromisszumra jutni: Richárd testvére, Hawise hercegnő nőül ment I. Gottfried breton herceghez, II. Richárd pedig feleségül vette Gottfried testvérét, a csupán 14 éves Juditot.
1000-1001-ben II. Ethelred angol király katonai offenzívát indított a hercegség ellen, amit II. Richárd vissza tudott verni. Egy év múlva, a két ország közötti béke zálogaként Richárd feleségül adta Emma nevű húgát az angol uralkodóhoz. Ethelred halála után, 1017-ben Emma kénytelen volt hozzámenni néhai férje egyik politikai ellenfeléhez, Nagy Knuthoz, aki ekkor erőszakkal megszerezte az angol trónt.
Felesége, Judit halála után Richárd 1017-ben feleségül vette Envermeu-i Pápia normann nemeshölgyet.
A normann hagyomány szerint a hercegnek volt egy harmadik felesége is, Asztrid, aki Sweyn Forkbeard angol, norvég és dán király leánya volt, ám azt nem tudni, hogy ezúttal tényleg szerelmi házasságról volt-e szó, vagy csupán egy újabb diplomáciai lépés eredményeként jött létre, érzelmek nélkül.
II. Richárd 1026. augusztus 28-án halt meg Normandiában.